# IC 259
IC 259 је елиптична галаксија у сазвјежђу Персеј која се налази на листи објеката дубоког неба у Индекс каталогу.
Деклинација објекта је + 41° 3' 20" а ректасцензија 2h 49m 40,8s. Привидна величина (магнитуда) објекта IC 259 износи 14,3 а фотографска магнитуда 15,3. IC 259 је још познат и под ознакама CGCG 539-106, NPM1G +40.0060, KCPG 79A, PGC 10721.